# Giordan Harris
Giordan Harris, född 19 april 1993, är en marshallesisk simmare.
Harris tävlade för Marshallöarna vid olympiska sommarspelen 2012 i London, där han blev utslagen i försöksheatet på 50 meter frisim. Vid olympiska sommarspelen 2016 i Rio de Janeiro blev Harris också utslagen i försöksheatet på 50 meter frisim.